# مقاطعة مابونغ المحلية
مقاطعة مابونغ المحلية (بالإنجليزية: Mampong Municipal District)‏ هي district of Ghana تقع في غانا في Mampong. يقدر عدد سكانها بـ — نسمة ومساحتها 2,345 كم2 .